# Serizawa Kamo
Serizawa Kamo (芹沢鴨 1828 - 1863) là một samurai nổi tiếng và cũng là cục trưởng đầu của shinseigumi. Tên đầy đủ của ông là Serizawa Kamo Taira no Mitsumoto.

## Bối cảnh
Gia đinh Serizawa là một gia đình có truyền thống samurai sống ở làng Mito giờ thuộc thủ đô Tokyo. Ông là con út trong gia đình, mọi người thường gọi ông với cái tên Genta. Ông có hai người anh trai và một chị gái.
Người ta nói Serizawa là một người đàn ông to lớn với làn da nhợt nhạt và có một đôi mắt nhỏ.
Một mặt, Serizawa là khá táo bạo và không hề sợ hãi, và mặt khác, ông vô cùng ích kỷ và có tính tình nóng nảy. Ông là người nghiện rượu nặng nên các trận ẩu đả thường xảy ra. Serizawa là một người lý tưởng, ông luôn giữ niềm tin vào Sonno-Joi